# Witte zapote
De witte zapote (Casimiroa edulis) is een plant uit de wijnruitfamilie (Rutaceae).
Het is een groenblijvende, dichtvertakte, tot 18 m hoge boom met een asgrijze, wrattige schors en overhangende takken. De afwisselend geplaatste, handvormig geveerde bladeren bestaan uit drie tot zeven leerachtige, donkergroene, gaafrandige, ovale, 8-15 cm lange deelblaadjes. De circa 1 cm brede, groengele bloemetjes groeien in 8-15 cm lange pluimen aan de scheuttoppen of in de bladoksels.
De eetbare vrucht is bolvormig en tot 12 cm groot. De 1 mm dikke schil is rijp groengeel, glad en glanzend. Het vruchtvlees is wit of gelig en smaakt zoet of zoetzuur. De schil kan beter niet worden geconsumeerd, want die smaakt bitter. In elk van de drie tot vijf hardwandige vruchtkamers ligt één boonvormig, wit, 2,5-5 cm groot zaad. De zaden bevatten gifstoffen.
De witte zapote komt van oorsprong uit de bergen van Midden-Amerika tussen hoogtes van 750-2700 m. Hij wordt verbouwd in het grootste gedeelte van Midden- en Zuid-Amerika en tevens in Californië, Florida, de Cariben, Hawaï, Australië, Nieuw-Zeeland, Zuid-Afrika, India en op sommige plekken in Zuidoost-Azië. Ook wordt hij op kleine schaal in Frankrijk, Italië en Spanje verbouwd.

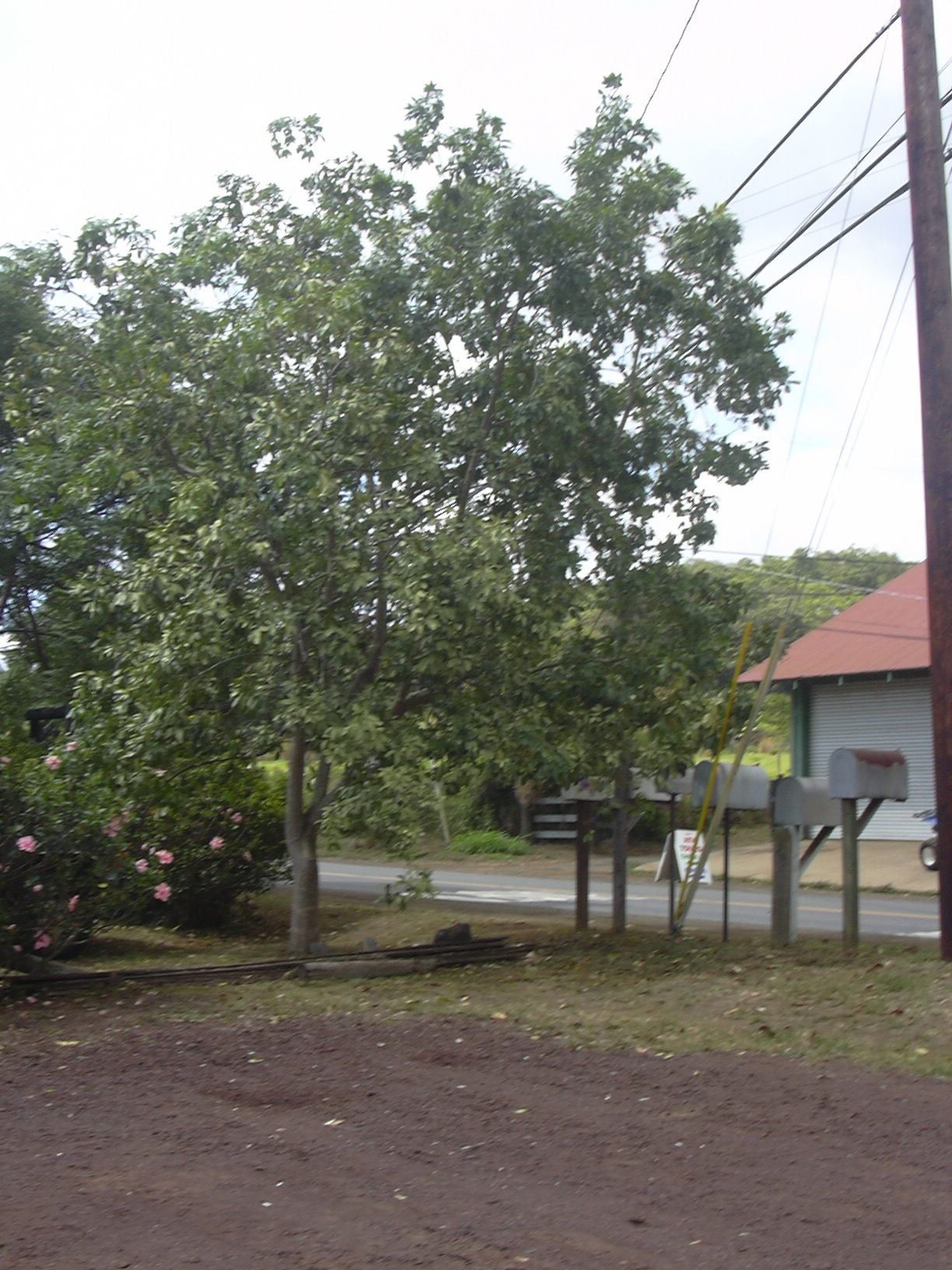
Boom op Hawaï
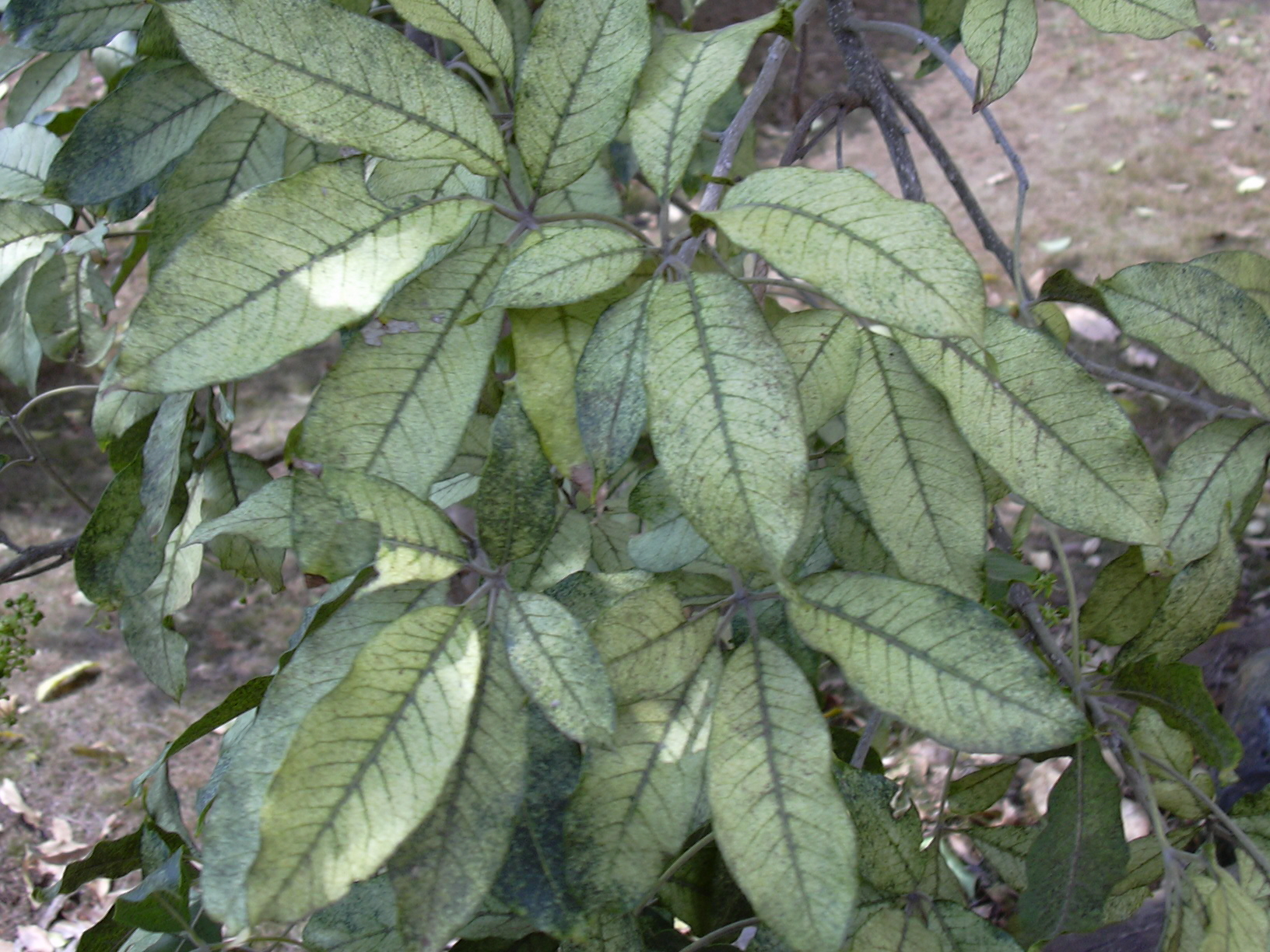
Bladeren
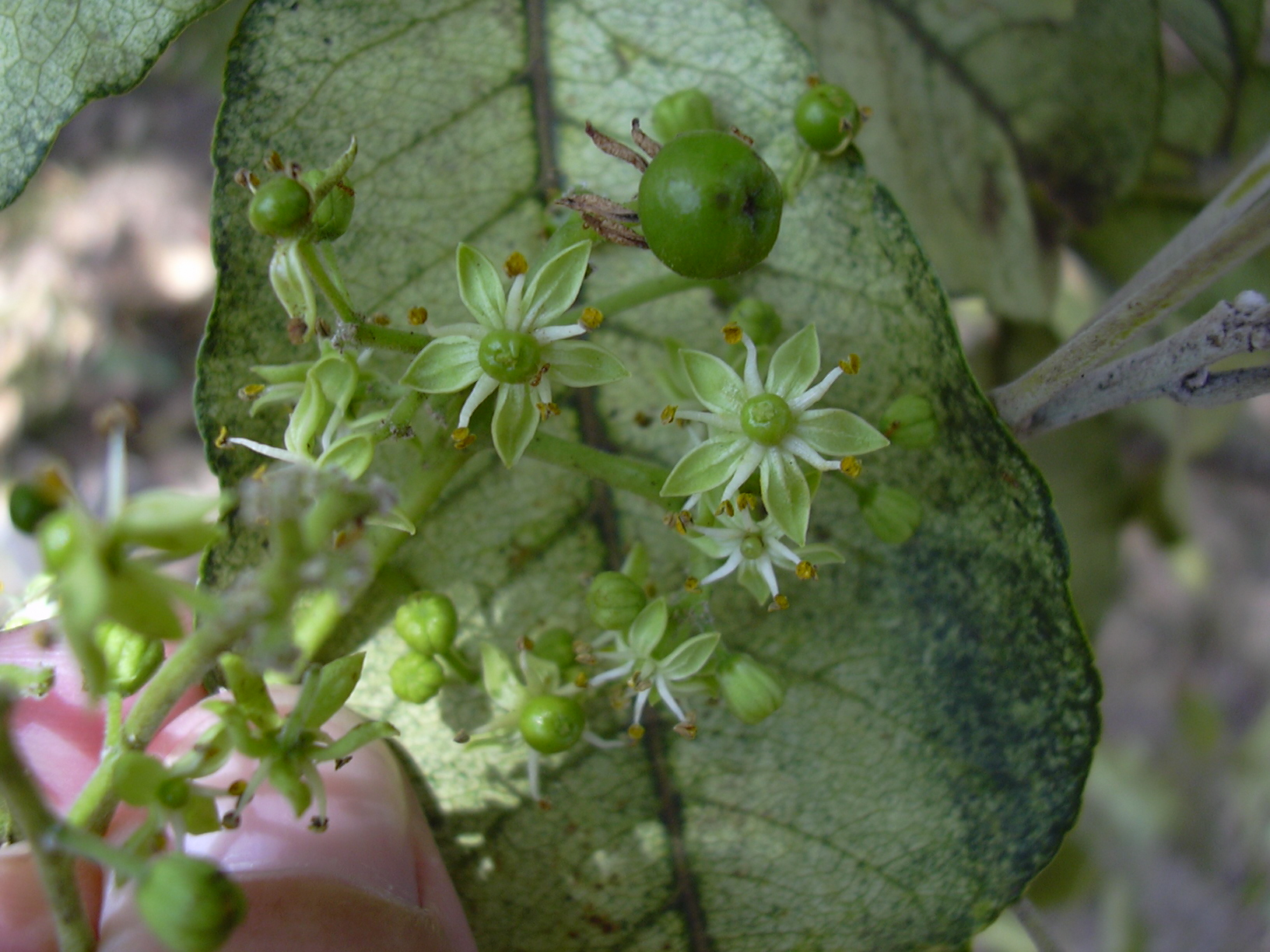
Bloemen
Vruchten